# Meracanthomyia arisana
Meracanthomyia arisana är en tvåvingeart som beskrevs av Tokuichi Shiraki 1933. Meracanthomyia arisana ingår i släktet Meracanthomyia och familjen borrflugor.
Artens utbredningsområde är Taiwan. Inga underarter finns listade i Catalogue of Life.